# Салаватстекло
ВАТ «Салаватстекло» (башк. Салауатбыяла) — акціонерне товариство, що займається виробництвом технічного скла, найбільше по виробництву віконного скла.
Розташоване у місті Салават Республіки Башкортостан.

## Історичні відомості
Салаватський завод технічного скла розпочав роботу у 1962 році та отримано першу продукцію — рулонний теплозвукоізоляційний матеріал з штапельного волокна. Інфраструктура підприємства стрімко розвивалась протягом 1970-1980-х років. У 1973 році завод реорганізовано в об'єднання, в 1992 — в АТ "Салаватстекло".

## Продукція
Підприємство спеціалізується на виготовленні полірованого скла, дзеркал, триплекса, побутових термосів, технічного скла, облицювальних матеріалів, приготування шихти, сортового посуду, силікат-глиби, теплоізоляційних матеріалів тощо. Відомий поставкою скла на автомобільні заводи Російської Федерації, Білорусі та України, а також співпрацею з багатьма іншими підприємствами.